# Bomberman Max 2
Bomberman Max 2 är ett datorspel som släpptes för Game Boy Advance den 30 maj 2002. Spelet föregicks av Bomberman Max som släpptes för Game Boy Color den 14 maj 2000. Precis som med Bomberman Max finns det två versioner av Bomberman Max 2; Blue Advance och Red Advance. I Blue Advance är den spelbara karaktären Bomberman och i  Red Advance  är den spelbara karaktären Max.